# Болотник (мифология)

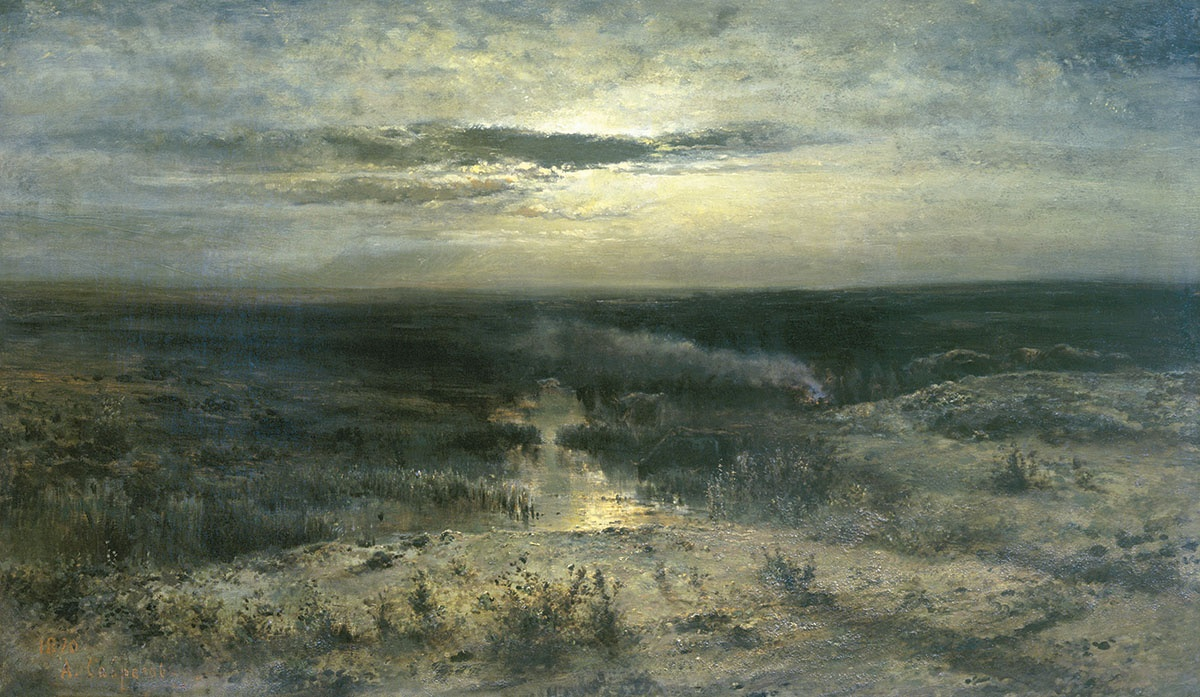
Алексей Саврасов. Лунная ночь. Болото. 1870 год

Боло́тник (бел. балотнік, укр. болотяник) — злой дух-хозяин болота в восточнославянской мифологии. На Русском Севере обычно говорили о женском духе болота, его хозяйке — боло́тнице. Внешний вид болотника описывали по-разному: это то неподвижно сидящее на дне болота грязное толстое безглазое существо, то мохнатый человек с длинными руками и хвостом; болотница представлялась как девушка или как старуха. В основном считалось, что болотник относится к человеку агрессивно, стремится заманить в трясину и утопить. Сведения о болотниках и болотницах немногочисленны, их образы смешивались с образами лесных и водных персонажей и прочей нечистой силы. Между тем, болото в представлениях славян выступало местом обитания многочисленной нечисти, прежде всего чертей.

## Названия
Другие названия: боло́тный, болотный дедко, шут болотный, болотный чёрт, болотный леший, царь болотный, боло́то; а также анцыбал/анцибул/анцибалка/анциболит/анцибол/анчибал/анчибол, зы́бочник, ко́чечный, о́мутный; бел. балотнік; укр. болотя́ник, анцибол, нете́ча, очеретяник (от очерет — «тростник»). Анцыбал — по одной версии является давним заимствованием из балтийских языков, сопоставляемым с лит. ančiabalis — «утиное болото»; по другой версии, это заимствование чешского ančibél, которое могло быть результатом контаминации слов antikrist — «антихрист», и d’abel — «чёрт», а сближение концевой части с болотом произошло позднее; по третьей версии, это результат стягивания выражений антихрист болотный, антип болотный, антий болотный через промежуточное анциболотник и анциболот. На Русском Севере обычно говорили о женском духе болота, его хозяйке, хозяйке тундры — боло́тнице, болотной бабе.
Впрочем, сведения о болотниках и болотницах немногочисленны. Нередко обитающего на болоте духа считали всего лишь разновидностью водяного, лешего или чёрта, а образ болотницы смешивался с образами лешачихи, «вольной старухи», русалки, водянихи и кикиморы болотной.

## Внешний облик
Образ болотного духа довольно неопределённый и расплывчатый. По представлениям Витебской губернии, болотные духи — это неподвижно сидящие на дне болота угрюмые неповоротливые безглазые толстые существа, покрытые грязью, водорослями, улитками, насекомыми и рыбьей чешуёй. По одному из русских описаний, это поросший серой шерстью человек с длинными руками и длинным закрученным хвостом. В современных записях из Гомельской области болотника описывают как грязное, маленькое, безглазое существо с гнилыми зубами; как толстого мужчину с большими глазами; как подвижный пень; как студнеобразное существо с красными глазами; как бесформенную живую болотную грязь; как чёрта.
В Витебской губернии выделяли несколько видов болотной нечисти. Оржа́виник обитает в богатых железной рудой болотах (оржавинях), это существо с грязно-рыжей шерстью, толстым пузом и тонкими ногами. Ба́гник живёт в торфяных болотах (багнах), никогда не появляется на поверхности, а только хватает людей за ноги, заметить его можно по поднимающимся из глубины пузырькам и по иногда видимым на болоте бледным огонькам. На поверхности в зарослях лозняка живут ло́зники, лозатые, или лозовики — маленькие игривые существа цвета лозы, ради забавы запутывающие путников в кустах, а иногда и заводящие их в водяное оконце, после чего сами помогающие им выбраться; в связи с их малым размером и безвредностью, уничтожающие остальную нечисть молнии убивают их разве что случайно. Есть также виро́вник (вир — «глубокое место в болоте, реке») и просто болотник. В этой губернии считалось, что, в отличие от другой нечистой силы, болотные духи не способны менять свой облик и не боятся молний, так как, соприкасаясь с поверхностью болота, те якобы теряют свою силу.
В Вологодской губернии болотница могла представляться в виде старухи с головой «что кузов». Иногда считалось, что болотница любит петь. Современные жители Нижегородской области считают, что болотница косматая, страшная и зелёная, всё время сидит в болоте, выходя только ночью.

## Образ жизни

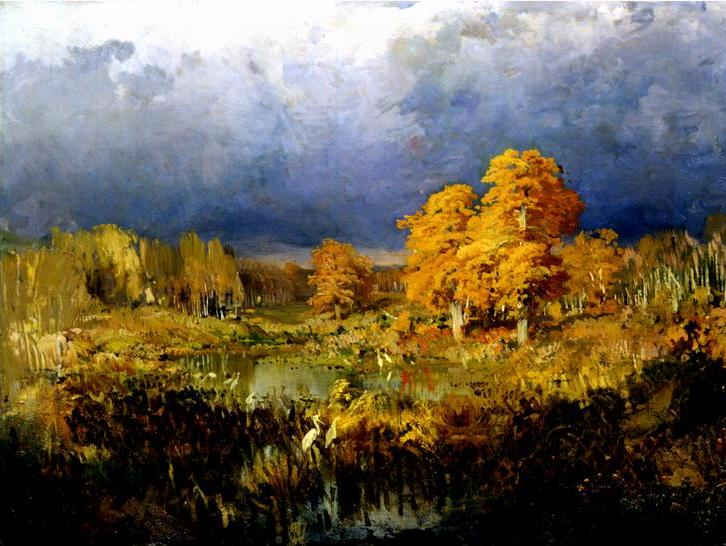
Фёдор Васильев. Болото в лесу. 1872 год

Считалось, что болотник и болотница заманивают человека или животное в трясину, где тот погибает. Болотнику приписывали любые звуки болота: чтобы заманить человека, он крякает как утка, булькает как тетерев, ревёт как корова (голос выпи), стонет или хохочет (голоса белой куропатки и бекаса на току). Также болотник с целью заманить путника зажигает на болоте огни по ночам (Новгородская губерния), выращивает цветы с манящим ароматом (Гомельская область). Когда человек уже окажется в трясине, болотник хватает его за ноги и медленно, но неотвратимо утаскивает на глубину. Чтобы не привлечь болотника, украинцы старались по ночам не играть на сопелке. В Витебской губернии предполагали, что болотники выращивают дурманящий багульник, пробивают болотные оконца, скрывая их растительностью, загоняют в них рыбу как приманку. Особенно опасен болотник для пьяных. В Череповецком уезде Новгородской губернии считалось, что болотные черти портят брёвна для постройки дома, когда их перевозят через болото, если из них построить дом, то в нём будут происходить несчастья.
Украинцы Воронежской губернии и современные белорусы Гомельской области рассказывали, что болотник приглашает к себе прохожих, заводит их в прекрасные комнаты, в которых играет музыка, угощает их, танцует с ними, дарит им подарки, однако, когда они приходят в себя, оказывается, что они всё это время сидели в болоте, а вместо подарков у них какой-то мусор. В истории из Лубенского уезда Полтавской губернии мужчина увидел издалека болотника, сидящего в глубокой луже на дороге, тот мял кожу и пел, а после начал шить ботинки; когда же человек подошёл поближе, болотник нырнул в болото и запретил человеку приближаться, если тот не хочет, чтобы с ним приключилась беда.
В Витебской губернии считалось, что у болотника нет семьи, а в Лубенском уезде Полтавской губернии напротив рассказывали о повитухах, помогавших при родах болотнице и щедро вознаграждённых за это. Происхождение болотников, согласно народным легендам, то же, что и у остальной нечистой силы: это скинутые Богом с неба падшие ангелы или создания Сатаны. Болотники погибают при замерзании болота зимой и при его осушении.

## Другие болотные персонажи

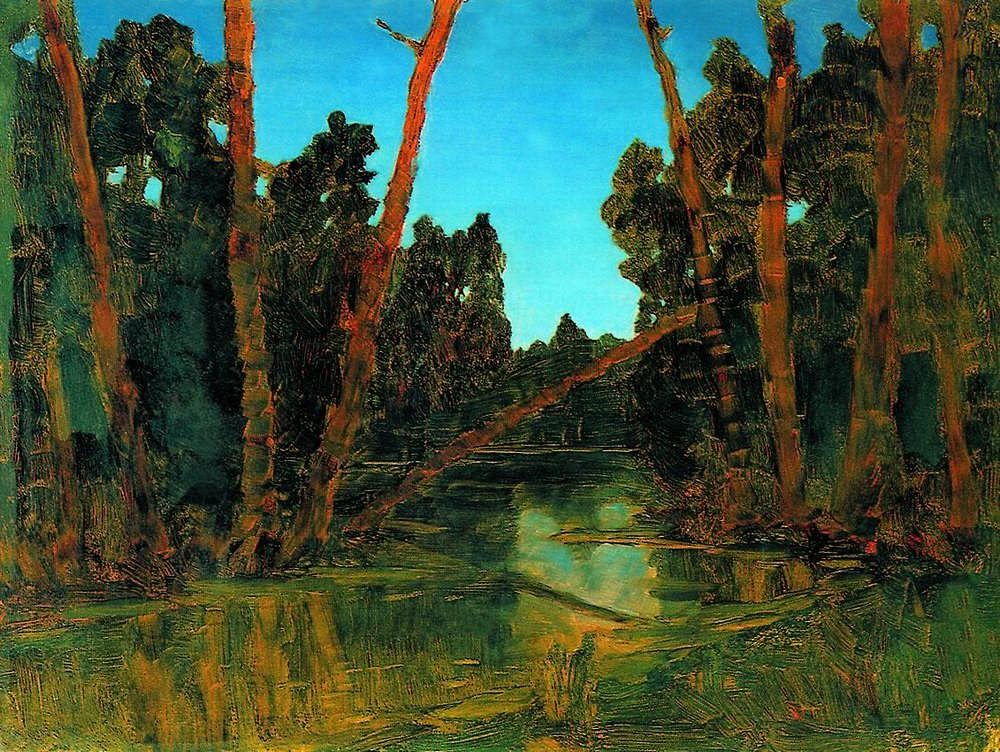
Архип Куинджи. Лесное болото. 1898—1908 годы

Восточные и западные славяне относились к болотам как к опасным и «нечистым» местам, где обитают черти, бесы и другие демоны. Само происхождение болот в Витебской губернии связывали с землёй, которую во время создания Богом суши чёрт спрятал себе в рот, а потом выплюнул. В мифологических рассказах, на болота, в топи, человека заводят чёрт, болотные, водяные, лесные духи, заложные покойники, блуждающие огоньки и др..
C болотом как местом обитания нечистой силы связаны такие славянские пословицы и поговорки: русские — «Было бы болото, а черти будут», «Не ходи при болоте — чёрт уши обколотит», «Всякий чёрт своё болото хвалит», «Всякому чёрту вольно в своём болоте бродить», «В тихом омуте черти водятся, а в лешом болоте плодятся», «Навели на беса, как бес на болото», «Ходит чёрт по мхам, по борам, по болотам», «Иной ворочает в доме, как чёрт в болоте»; украинские — «Сидит как чёрт на деньгах в болоте», «Правит, как чёрт болотом», «Ганя (бегает), як чорт по болоту», «Как в болоте не без чёрта, так в селе не без водки»; белорусские — «Одного болота черти», «Вытаращился как чёрт болотный»; польские — «Болото без чёрта не обойдётся», «Зачем, чёрт, в болоте сидишь? — Привык». Болото часто фигурирует в проклятьях и брани: белорусские — «Чтоб тебя унесло в болото», «Чорт (ты) балотны!», «Собака с горелого болота!», «Чёрт палёный с бурого болота», «Иди ты в омут, в болото», «Иди ты к цмоку, к болотнику»; украинские — «Чтоб тебя понесло по дебрям, та по болотам!»; польские — «Иди, чёрт, иди за леса, за горы, на болото, на перекрёстки». На болота в заговорах отсылали нечистую силу: белорусские — «Куры-кураницы, возьмите Йванковы начницы, несите на мха, на болота», «…на моховом болоте перебывайте»; украинские — «Иди себе на камыши, на болота», «Пускай плохое идёт на леса, на болота».
Новгородская Кормчая книга XIII века упоминает, что восточные славяне — язычники приносили жертвы болотам. В XIX веке восточные славяне в ритуальных целях выбрасывали на болота «нечистые» предметы: старый веник, святочный мусор, вещи покойника, горшок с водой, которой его обмывали. На болотах в некоторых местах хоронили самоубийц и других заложных покойников, а на место могилы складывали ветки и камни.
В западнославянской традиции болото считалось местом обитания следующих представителей нечистой силы. В Силезии и Великой Польше болотным духом называли рокиту, принимавшего облик коня, мужика или блуждающего огня и заманивавшего путников в трясину. По кашубским поверьям, блотник — это злой дух, появляющийся в образе чёрного мужика с фонарём в руках, который, освещая дорогу путникам, сбивал их с пути и заводил в болото. На болоте обитали или скрывались польские богинки, похищающие младенцев. На болоте показывался польский latawiec в виде огненного шара. Жители Карпат верили, что заманивать человека в болото и сталкивать его в воду могли стригони. У южных славян мифологическое место болота занимают горы, лес и пустошь.

## В художественных произведениях
Образы болотника и болотницы появляются в ряде произведений восточнославянской литературы. В романе «В лесах» П. И. Мельникова-Печерского болотница на основе поверий Нижегородской губернии изображена в виде красивой девушки, но вместо ног у неё покрытые чёрным пухом гусиные лапы, которые она прячет, поджимая под себя, когда сидит на большой кувшинке; у неё бледная кожа и красивые пышные тёмные волосы; завидев путников, болотница приманивает их, изображая утопление и обещая дары за освобождение, а подошедших топит. В цикле сказок «Посолонь» (1907) Алексея Ремизова Болотница — это демон болезни, выскакивающий с болотной кочки. В романе «На берегах Ярыни» (1930) Александра Кондратьева Болотник является повелителем болота в услужении у которого находятся утопленники, это человекообразное пузатое существо с выпученными глазами. В новелле «Времена года» (1970) Владимира Дрозда Болотник не лишён положительных черт, так он помогает своему родичу Домовому.